# Закон Японії про національні свята
Закон про національні свята (яп. 国民の祝日に関する法律, こくみんのしゅくじつにかんするほうりつ, кокумін-но сюкудзіцу ні кансуру хоріцу) — закон Японії № 178 від 20 липня 1948 року, який визначає національні свята та загальнояпонські вихідні в країні.

## Короткі відомості
Закон Японії про національні свята був прийнятий 20 липня 1948 року як Закон № 178 і набув чинності з дня його прийняття. Він замінив собою Імператорський рескрипт від 1912 року про вихідні дні, що мав силу закону.
Закон складається з трьох статей: перша визначає значення національних свят, друга — їх зміст, а третя — вихідні дні.
У редакції 1948 року Національними святами в становлювалися Новий Рік, День повноліття, День весіннього рівнодення, День народження Імператора, День Конституції, День дітей, День осіннього рівнодення, День культури та День подяки за працю.
Поправка 1966 року встановила додаткові національні свята: День заснування держави, День шанування старших, День фізкультури.
1989 року у зв'язку з кончиною Імператора Сьова і сходженням на престол нового монарха — Його Величності Акіхіто, День народження Імператора ув перенесений з 29 квітня на 23 грудня. День народження покійного Імператора був затверджений як День зелені.
1996 року до закону було внесено ще одне національне свято — День моря.
2005 року День зелені був перенесений на 4 травня, а 29 квітня стало Днем Сьова.
Остання поправка до закону мала місце 20 червня 2018 року (заміна назви Дня фізкультури - День спорту).